# 竹中組
竹中組（たけなかぐみ）は、兵庫県姫路市に本部を置く暴力団。六代目山口組の二次団体である。

## 略歴

### 初代
- 1960年、竹中正久により竹中組を結成。
- 1961年12月13日、三代目山口組に参画。
- 1971年、三代目山口組若頭補佐に就任した。

- 1980年1月10日、木下会系平岡組組員片岡一良と同組員池元幸男は、岡山県津山市の小椋建設の事務所で、竹中組系杉本組組員小椋義政と小西一家系小島組組員水杉義治を射殺した。

- 1980年5月13日、竹中組若頭補佐平尾光が指揮し、同組員大西正一、同組幹部高山一夫、竹中組系岡山竹中組若頭補佐山下道夫、竹中組系杉本組若頭補佐山田一は、兵庫県姫路市東駅前町の二代目木下会の事務所前で、二代目木下会会長高山雅裕と同会員森崎右を銃撃し、高山雅裕は即死、森崎右は病院で死亡した。
- 1981年7月23日、三代目山口組組長田岡一雄が死去。
- 1982年、三代目山口組若頭に就任。
- 1984年6月5日、四代目山口組組長を襲名。
- 1984年6月13日、三代目山口組組長代行山広組組長山本広は、四代目山口組の跡目争いに伴い離脱し、一和会を結成した。

### 二代目（旧）
- 1984年6月23日、竹中組若頭岡山竹中組組長竹中武は、二代目竹中組組長に襲名し、四代目山口組に参画した。

#### 山一抗争
- 1985年1月26日、一和会常任理事悟道連合会会長石川裕雄が指揮し、一和会系二代目山広組若頭後藤栄治、同組行動隊長長野修一、実行犯の同組員長尾直美、同組員田辺豊記、同組員立花和夫は、大阪府吹田市のマンション「GSハイム第二江坂」の1階エレベーター前で、四代目山口組組長竹中正久、同組若頭豪友会会長中山勝正、同組組長秘書南組組長南力を銃撃し、中山勝正は4時間後に死亡、南力は即死、竹中正久は大阪警察病院で翌日死亡した。
- 1985年2月1日、兵庫県警機動隊と岡山県警は、野球賭博開帳容疑で、二代目竹中組組長竹中武を逮捕し、1年5か月間拘留した。
- 1985年3月24日、二代目竹中組系塚川組組員桃井省三は、兵庫県の甲子園球場の駐車場で、一和会特別相談役大川覚の長男を銃撃した。
- 1985年10月27日、二代目竹中組系杉本組系輝道会会員清山礼吉と同会員山本尊章は、鳥取県倉吉市のスナックで、一和会幹事長補佐赤坂組組長赤坂進と同組員田中義昭を射殺した。
- 1986年1月21日、二代目竹中組系大西組組員前田哲也と同組員山本孝道は、兵庫県加古川市で、一和会系加茂田組舎弟小野会会長小野敏文を射殺した。
- 1986年2月27日、二代目竹中組系柴田会会員井垣道明と同会員星山勲は、兵庫県姫路市深志野の四代目山口組組長の墓前で射殺された。
- 1986年5月21日、二代目竹中組系二代目生島組幹部北原智久と同組幹部大宮真浩は、大阪府大阪市の路上で、一和会副本部長中川連合会会長中川宣治を射殺した。
- 1988年2月17日、兵庫県警は、兵庫県神戸市東灘区御影の路上で、竹中組若頭補佐増田組組長増田国明と同組員西浦恵信の乗車していた車内から拳銃4丁、アメリカ軍用M67型手榴弾2個、実弾25発を発見し、現行犯逮捕した。
- 1988年5月14日、二代目竹中組組長秘書安東会会長安東美樹らは、兵庫県神戸市東灘区御影の一和会会長山本広の自宅前で、警備中の警察官3人を銃撃した。
- 1988年10月1日、二代目竹中組系二代目西岡組組員山下竜二が、愛媛県松山市の全日空ホテル前で、一和会系神竜会会員を銃撃し、神竜会会員は翌日死亡した。
- 1989年2月27日、四代目山口組若頭補佐に就任した。
- 1989年3月30日、一和会会長山本広は、引退と一和会の解散を表明した。
- 1989年4月27日、三代目山口組若頭二代目山健組組長渡辺芳則は、五代目山口組組長に襲名した。
- 1989年6月5日、四代目山口組若頭補佐二代目竹中組組長竹中武、四代目山口組舎弟二代目森川組組長矢嶋長次、四代目山口組若中森唯組組長森田唯友紀、四代目山口組若中二代目牛尾組組長牛尾洋二は、山一抗争終結に反対し、離脱後、解散した一和会に報復を続けた。
- 1989年7月28日、二代目竹中組組長竹中武は、独立組織と成り、竹菱の代紋を掲げた。

#### 山竹抗争
- 一和会会長山本広の引退と一和会の解散を引き換えに山本広の命を保証した五代目山口組は、解散した一和会に報復を続ける二代目竹中組を一方的に攻撃する山竹抗争に突入した。
- 1990年3月5日、二代目竹中組組員熊原健裕は、岡山県岡山市十日市東町の自宅で射殺された。
- 1990年3月12日、二代目竹中組幹部八栗拓一は、鳥取県倉吉市のJR倉吉駅前で射殺された。
- 1990年6月18日、岡山県警は、解散した一和会本部長松本勝美の自宅を襲撃した首謀者として、二代目竹中組組長竹中武を逮捕した。
- 1993年8月27日、山本広が病死し、山竹抗争は終焉した。
- 2008年3月15日、二代目竹中組組長竹中武は、病死した。

### 三代目（旧）
- 二代目竹中組組長代行竹中正は、三代目竹中組組長に襲名した。
- 2014年5月、三代目竹中組組長竹中正は、死去した。

### 二代目（新）
2015年9月10日、六代目山口組は既存の二代目柴田会（会長：安東美樹）を改編する形で、竹中正久を初代とする竹中組の名跡を復活させ、安東美樹が二代目竹中組組長を襲名した。
2020年、安東美樹組長は共政会荒瀬進六代目会長と五分兄弟になった。

## 歴代
- 初代：竹中正久（四代目山口組組長／三代目山口組若頭）1985年1月27日死去
- 二代目（旧）：竹中 武（四代目山口組若頭補佐／竹中組若頭）2008年3月15日病死
- 三代目（旧）：竹中 正（二代目竹中組組長代行／竹中組副組長）2014年5月死去
- 二代目（新）：安東美樹（六代目山口組若頭補佐・阪神中四国ブロック長／六代目山口組幹部 二代目竹中組組長／六代目山口組若中 柴田会二代目／四代目山口組一心会舎弟／三代目山口組竹中組作州連合若頭安東会会長）1955年〈昭和30年〉1月10日生[5]（70歳）

## 組織（新）
二代目（新）
- 組長 - 安東美樹（六代目山口組若頭補佐・阪神中四国ブロック長[5]）
- 若頭 - 村上茂徳（二代目篠原会会長）
- 副組長 - 小田 貢（二代目藤正会会長）
- 舎弟頭 - 金川隆次（三代目柴田会会長）
- 幹事長 - 古門征樹（美道会会長）
- 統括 - 山下竜二
- 本部長 - 富田洋史（東龍会会長）

- 特別顧問 - 朝見芳樹（二代目安東会会長）
- 顧問 - 伊達京介（伊達興業組長）
- 顧問 - 遠山二郎（遠山総業組長 ）
- 顧問 - 金山義弘
- 相談役 - 菊池政治（菊政会会長）

- 副本部長・慶弔委員長 - 瀬畑伸吾
- 若頭補佐・組織委員長 - 槝摩元廣（東志会会長）
- 若頭補佐・慶弔副委員長 - 前田雄介
- 若頭補佐・事務局長 - 松田和樹

- 幹部 - 下村彰佳
- 幹部・組長秘書 - 加藤久雄
- 幹部 - 山本 寛
- 幹部 - 森 健二

- 若中 - 渡邊 智（二代目青木組組長）
- 若中 - 加藤元秀
- 若中 - 中鉢 覚
- 若中 - 福原直哉（東心会会長・二代目篠原会最高顧問）

## 出身（旧）

### 佐藤組
- 菅谷組若頭補佐佐藤組組長佐藤邦彦は、菅谷組の解散に伴い、初代竹中組に参画し、初代竹中組舎弟に就任した。
- 四代目山口組に昇格した。
- 五代目山口組に参画した。
- 佐藤組組長佐藤邦彦は、病死した。
- 1997年7月、佐藤組若頭細見孝夫は、二代目佐藤組組長に襲名し、五代目山口組に参画した。
- 2010年5月、二代目佐藤組組長細見孝夫は、除籍処分された。

## 離脱（旧）

### 杉本組
- 二代目竹中組舎弟頭補佐杉本組組長杉本明政は、二代目竹中組（旧）を離脱し、宅見組に参画後、宅見組組長代行に就任した。

### 二代目西岡組
- 二代目竹中組副組長二代目西岡組組長青木恵一郎は、二代目竹中組（旧）を離脱し、宅見組に参画後、宅見組副組長に就任した。

### 大西組
- 1992年2月、二代目竹中組若頭大西組組長大西康雄は、二代目竹中組（旧）を離脱し、後藤組に参画後、後藤組副組長に就任した。
- 五代目山口組に昇格した。
- 六代目山口組に参画した。
- 2008年7月、大西組組長大西康雄は、病気引退した。